# 大野竹田バス
大野竹田バス株式会社（おおのたけたバス）は、大分県豊後大野市に本社を置く乗合バス・貸切バス事業者である。大分県豊後大野市、及び竹田市を中心とした営業エリアを持ち、大分バスが100%出資する子会社である。
2010年（平成22年）10月1日、豊後大野市に本社を置いていた大野交通株式会社と竹田市に本社を置いていた竹田交通株式会社が合併して大野竹田バス株式会社が発足した。なお、存続会社は大野交通であり、本社機能も旧大野交通本社に置かれている。竹田市より委託を受けて竹田市コミュニティバスを運行しており、これに限り由布市（旧湯布院町域を除く）および大分市へも乗り入れている。

## 沿革
- 1988年（昭和63年） - 大野交通株式会社が設立される。
- 1990年（平成2年） - 竹田交通株式会社が設立される。
- 2010年（平成22年）10月1日 - 大野交通と竹田交通が合併して大野竹田バス株式会社が設立される。

## 営業所・車庫
- 本社 - 大分県豊後大野市三重町赤嶺2571番地8（旧大野交通本社）
- 竹田営業所 - 大分県竹田市大字拝田原241番地2（旧竹田交通本社）

## 乗合バス

### 運行している市町村
- 豊後大野市
- 佐伯市
- 竹田市
- 臼杵市
- 由布市（竹田市コミュニティバスのみ）

### 主なバスターミナル
- 監督署前（大分県豊後大野市三重町市場）
  - 豊後大野市中心部を発着するすべての一般路線バスが利用できる。
- 本社前（大分県豊後大野市三重町赤嶺）
  - 豊後大野市中心部を発着するすべての一般路線バスが利用できる。出札機能もある。
- 竹田本町（大分県竹田市竹田町）
  - 竹田市中心部を発着するすべての一般路線バスが利用できる。

## 現行路線

### 三重 - 百枝入口 - 高添・犬飼線
- 三重（監督署前・三重駅前・大野竹田バス本社前） - 百枝入口 - 高畑 - 新殿 - 高添 - 犬飼駅
- 三重（監督署前・三重駅前・大野竹田バス本社前）←百枝入口←辻

### 三重 - 菅尾駅前 - 犬飼線
- 三重（大野竹田バス本社前・三重駅前・監督署前） - 菅尾駅前 - 三重診療所 - 深野 - 犬飼駅・犬飼久原

### 三重 - 野津市 - 臼杵線
- 三重（大野竹田バス本社前・三重駅前・監督署前） - 菅尾駅前 - 柳井瀬 - 野津市 - 障子岩 - 石仏入口 - 土橋 - 臼杵（辻・臼杵駅・臼杵港フェリーターミナル）
- 三重（大野竹田バス本社前・三重駅前・監督署前） - 菅尾駅前 - 柳井瀬 - 野津市 - 障子岩 - 臼杵石仏 - 石仏入口 - 土橋 - 臼杵（辻・臼杵駅・臼杵港フェリーターミナル）
- 三重（大野竹田バス本社前・三重駅前・監督署前）→三重総合高校→菅尾駅前→柳井瀬→野津市→障子岩→石仏入口→土橋→臼杵（辻・臼杵駅・臼杵港フェリーターミナル）
- 三重（大野竹田バス本社前・三重駅前・監督署前）←三重総合高校←菅尾駅前←柳井瀬←野津市←障子岩←臼杵石仏←石仏入口←土橋←臼杵（辻・臼杵駅）
- 三重（大野竹田バス本社前・三重駅前・監督署前） →菅尾駅前→障子岩→野津市
- 三重（大野竹田バス本社前・三重駅前・監督署前）←菅尾駅前←障子岩←野津市
2007年4月1日、旧ジェイアールバス臼三線を引き継いで開設。臼津交通と共管。
2016年10月1日、臼杵側の起終点を臼杵駅・臼杵港フェリーターミナルに変更。

### 内田循環線
- 三重（大野竹田バス本社前・三重駅前）→三重中学校→内田→三重（大野竹田バス本社前）

### 三重 - 向田 - 田中・緒方線
- 三重（大野竹田バス本社前・三重駅前） - 市原団地 - 向田団地
- 三重（大野竹田バス本社前・三重駅前・監督署前） - 向田団地 - 矢田 - 田代 - 田中
- 三重（大野竹田バス本社前・三重駅前・監督署前） - 向田団地 - 清川駅 - 緒方駅 - 市民病院

### 三重 - 内山観音 - 柿木線
- 三重（大野竹田バス本社前・三重駅前・監督署前） - 内山観音 - 小野市 - 柿木

### 犬飼 - 山内 - 河面線
- 犬飼駅 - 栗ヶ畑入口 - 山内 - 河面
- 犬飼駅 - 栗ヶ畑入口 - 栗の木 - 山内 - 河面
- 犬飼駅→栗ヶ畑入口→山内
- 犬飼駅←栗ヶ畑入口←栗の木←山内

### 田中 - 貫原線
- 田中 - 中土師 - 安藤 - 貫原

### 竹田 - 朝地 - 田中線
- 扇森稲荷神社 - 玉来 - 竹田営業所 - 竹田本町 - 竹田駅前 - 城北町 - 朝地駅前 - 田中 - 道の駅おおの

国道57号を経由して、豊後大野市大野町田中へ至る路線。この区間は大分バス（竹田 - 田中 - 大分線）の便も含まれているがこちらはnimocaなど使用不可。

### 竹田 - 朝地 - 温見線
- 竹田営業所 - 竹田本町 - 竹田駅前 - 城北町 - 朝地 - 栗栖 - やすらぎ交差点

朝地から国道442号を北上する路線。大分バスの大分 - 野津原 - 石合 - 温見 - 竹田線（あ75）廃止による代替路線である。平日のみ運行される。

### 竹田 - 郷野 - 長湯線
- 扇森稲荷神社 - 玉来 - 竹田営業所 - 竹田本町 - 竹田駅前 - 城北町 - 朝地 - 綿田公民館 - 郷野 - 長湯 - 長湯車庫 - 直入支所前

県道209号を経由して竹田市直入へ至る路線。平日のみ運行される。

### 竹田 - 久住 - 長湯・梅の木・久住高原線
- 玉来 - 竹田営業所 - 竹田本町 - 竹田駅前 - 商業高校 - 城原 - 久住 - 都野 - 長湯 - 長湯車庫 - 直入支所前
- 玉来 - 竹田営業所 - 竹田本町 - 竹田駅前 - 商業高校 - 城原 - 久住 - 阿蔵野 - 白丹 - 梅の木

国道442号経由で久住高原方面へ向かう路線。竹田市旧久住町中心部にあたる久住から各方面へ分岐する。直入支所行きは久住から県道30号を東進し、七里田温泉のある都野や長湯温泉などを経て直入支所へ至る。この路線は、竹田市中心部と長湯温泉を結ぶ3路線の中では最も遠回りになるが、運行本数が10往復以上と多く、旧竹田交通の主力路線であった。なお、一部の便は都野で折り返す。
平日のみ運行される梅の木行きは久住から県道131号を西進して熊本県阿蘇郡産山村との県境に近い梅の木へ至る。以前は、そのまま国道442号を登り、くじゅう花公園などのスポットを経由して国民宿舎久住高原荘、瀬の本経由で黒川まで運行されていた。

### 竹田 - 大久保 - 緒方駅線
- 竹田駅前 - 竹田本町 - 岡城入口 - 大久保 - 上自在 - 緒方駅

国道502号経由で緒方駅へ向かう路線。平日1往復のみ運行される。

### 竹田 - 米山 - 緒方駅線
- 竹田市役所 - 竹田駅前 - 竹田本町 - 木野 - 米山 - 牧原入口 - 原尻の滝入口 - 上自在 - 緒方駅

県道8号竹田五ヶ瀬線・県道410号・県道7号緒方高千穂線経由で緒方駅へ向かう路線。緒方駅発着は平日1往復のみ運行で、残りは竹田 - 米山間の運行。なお緒方駅から米山方面へは、豊後大野市コミュニティバスの運行がある。

### 竹田 - 出合 - 二俣線
- 竹田市役所 - 竹田駅前 - 竹田本町 - 竹田営業所 - 玉来 - 玉来駅前 - 入田 - 出合 - 滝部 - 百木 - 二俣
- 竹田市役所→竹田駅前→竹田本町→竹田営業所→玉来→玉来駅→入田→出合→滝部→台→二俣

県道8号竹田五ヶ瀬線経由で、大分・熊本県境にあたる二俣・永野集落へ向かう路線。以前は永野集落から先の熊本県阿蘇郡高森町津留まで運行されており、津留バス停より、宮崎交通高千穂行きに接続していた。

### 竹田 - 岩本 - 豊後荻駅線
- 竹田市役所 - 竹田駅前 - 竹田本町 - 竹田営業所 - 玉来 - 玉来駅前 - 岩本 - 鴫田公民館 - 宮平 - 豊後荻駅前
- 宮平→豊後荻駅→政所

### 竹田 - 恵良原 - 豊後荻駅線
- 竹田市役所 - 竹田駅前 - 竹田本町 - 竹田営業所 - 玉来 - 恵良原 - 豊後荻駅前 - 政所

県道135号高森竹田線経由で豊後荻駅へ向かう路線。ほぼ豊肥本線に並行する。

### 竹田 - 甘橡 - 原山・田代線
- 竹田市役所 - 竹田駅前 - 竹田本町 - 竹田営業所 - 玉来 - 松本 - 穴井迫 - 戸上 - 菅生小学校 - 甘橡 - 原山・田代

国道57号を西進して菅生地区へ向かう路線。運行本数は甘橡までの区間便が多い。甘橡と原山・田代間は、竹田発は甘橡→原山→甘橡→田代、竹田行きは原山→甘橡→田代→甘橡の順に進む。田代行きは平日・土曜のみ運行される。
以前は笹倉まで運行されていた。

### 緒方駅 - 田中線
- 緒方駅 - 宮生入口 - 両家 - 田中

緒方駅から県道210号経由で豊後大野市大野地区中心部の田中へ向かう路線。

### 芹川ダム - 長湯線
- 芹川ダム→台→長湯車庫

平日朝の片道1本のみ運行。

### 竹田市コミュニティバス

#### 久住 - 長湯 - 小野屋駅 - 向之原駅線
- 久住 - 都野 - 長湯 - 長湯車庫 - 台 - 芹川ダム - 小野屋駅前 - 向之原駅
  - 2006年4月、久住・長湯車庫 - 井手淵間で運行開始。
  - 2007年4月、大分駅前まで路線延伸。
  - 2025年4月、向之原駅 - 井手渕 - トキハわさだタウン - 県病 - 大分駅前間を廃止。

大分バスの路線廃止（あ66, 67, 68：大分 - 長湯 - 久住線）を受け開設された路線。竹田交通が竹田市より委託を受け運行している。午前・午後1往復ずつで、向之原駅行きの午前便・向之原駅発の最終便が久住発、ほかの3便は「長湯車庫 - 向之原駅前」間の運行。2025年の短縮運転により、大分市内への乗り入れが終了。大分市内方面は向之原駅で大分バスもしくはJRへの乗り換えが必要となった。なお、大分駅まで運行していた間、「向の原 - 大分駅前」間のみの利用はできなかった。

#### 竹田 - 高伏 - 長湯線
- 玉来 - 竹田営業所 - 竹田本町 - 竹田駅前 - 満徳寺 - 桶井戸入口 - 横入様 - 高伏 - 四ツ口 - 筒井 - 長湯 - 長湯車庫 - 直入支所前
  - 2007年7月1日、竹田市コミュニティバスに転換。

県道47号を経由して長湯・直入へ向かう路線。竹田と長湯・直入支所を結ぶ3路線の間では、この高伏経由が最短ルートとなる。なおコミュニティバス転換以後も竹田交通の車両を使用し、時刻・経路・運賃も変更されていない（雉ヶ平線、久保・刈小野線、渡瀬線、倉木・神原線も同様）。

#### 竹田 - 雉ヶ平線
- 竹田営業所 - 竹田本町 - 竹田駅前 - 満徳寺 - 桶井戸入口 - 雉ヶ平
  - 2007年7月1日、竹田市コミュニティバスに転換。

桶井戸入口までは高伏経由長湯線と同一経路。平日2往復のみの運行。

#### 竹田 - 市用 - 久保・刈小野線
- 竹田営業所 - 竹田本町 - 竹田駅前 - 飛田川 - 市用 - 石田 - 徳尾 - 久保
- 竹田営業所 - 竹田本町 - 竹田駅前 - 飛田川 - 市用 - 下志土知 - 炭竈 - 刈小野
  - 2007年7月1日、竹田市コミュニティバスに転換。

県道638号方面へ向かう路線。

#### 竹田 - 玉来 - 渡瀬線
- 竹田市役所 - 竹田駅前 - 竹田本町 - 竹田営業所 - 玉来 - 松本 - 渡瀬
  - 2007年7月1日、竹田市コミュニティバスに転換。

松本までは甘橡線と同一経路。平日1往復のみの運行。

#### 竹田 - 入田 - 倉木・神原線
- 竹田市役所 - 竹田駅前 - 竹田本町 - 竹田営業所 - 玉来 - 玉来駅前 - 入田 - 太田 - 倉木
- 竹田市役所 - 竹田駅前 - 竹田本町 - 竹田営業所 - 玉来 - 玉来駅前 - 入田 - 出合 - 中角入口 - 神原
  - 2007年7月1日、竹田市コミュニティバスに転換。

入田・出合までは二俣線と同一経路。倉木線は平日・土曜のみの運行。

## 廃止路線
- 竹田市役所 - 竹田駅前 - 竹田本町 - 木野 - 米山 - 姥社 - 小原
2007年3月31日、「米山 - 小原」間を廃止。
- 緒方駅 - 上自在 - 原尻の滝入口 - 牧原入口 - 米山 - 小原 - 上畑
- 竹田市役所 - 竹田駅前 - 竹田本町 - 玉来 - 玉来駅前 - 入田 - 出合 - 滝部 - 台・百木 - 二俣 - 西永野 - 津留
- 三重（大野竹田バス本社前・三重駅前・監督署前）→向田団地→川辺→百枝入口→三重（大野竹田バス本社前・監督署前）
2012年3月31日、廃止。
- 三重（大野竹田バス本社前・三重駅前・監督署前）- 代 - 稲積水中鍾乳洞 - 大白谷
三重 - 内山観音 - 重岡線
- 三重（大野竹田バス本社前・三重駅前・監督署前） - 内山観音 - 小野市 - 重岡駅

## 車両
本体からの移籍車が多いが、旧大野交通や旧竹田交通に導入した自社発注車もいる。また2012年の九州北部豪雨で、竹田営業所が浸水した事により廃車となった車両の代替として、本体や大分交通や西鉄グループ、関東からの移籍車もいる。また、旧大野交通は設立から2000年代まで緑帯も存在していた。

## 貸切バス
- 大型車は大分バス本体からの移籍車が多数を占めており、近年は西日本車体工業ボディ車の移籍が多い。小型車は自社発注の車両が2台在籍する。また、中型路線車の観光マスク装備車が貸切として使われる場合もある。